# Royal Racing Club de Bruxelles (hockey sur gazon)
 (janvier 2022).
Si vous disposez d'ouvrages ou d'articles de référence ou si vous connaissez des sites web de qualité traitant du thème abordé ici, merci de compléter l'article en donnant les références utiles à sa vérifiabilité et en les liant à la section « Notes et références ».
Pour le club omnisports, voir Royal Racing Club de Bruxelles.
Maillots
Dernière mise à jour : 13 juin 2011.
Le Royal Racing Club de Bruxelles est un club belge de hockey sur gazon.

## Palmarès
- Championnat de Belgique
  - Champion (6) : 1924, 1933, 1935, 1936, 1941, 2022
- Coupe de Belgique
  - Vainqueur (12) : 1928, 1932, 1933, 1934, 1938, 1939, 1941, 1957, 1960, 1962, 1966, 1970
- Euro Hockey League
  - Troisième : 2022-2023